# Qubadlı járás
A Qubadlı járás (azeri nyelven:Qubadlı rayonu) Azerbajdzsán egyik járása. Székhelye Qubadlı.

A Qubadlı járás elhelyezkedése Azerbajdzsánban

A vitatott státusú Hegyi-Karabahban található.

## Népesség
- 1999-ben 32 949 lakosa volt, melyből 32 931 azeri, 11 orosz, 2 lezg, 1 tatár.
- 2009-ben 35 630 lakosa volt, melyből 35 613 azeri, 13 orosz, 2 ukrán, 2 egyéb.